# Johanelis Herrera Abreu
Johanelis Herrera Abreu (Santo Domingo, 11 agosto 1995) è una velocista italiana, che con la staffetta 4×100 metri è stata medaglia di bronzo ai Giochi del Mediterraneo di Tarragona 2018 (con Gloria Hooper, Irene Siragusa ed Anna Bongiorni) e vicecampionessa agli Europei under 23 di Tallinn 2015 (con Anna Bongiorni, Irene Siragusa e Martina Favaretto).

## Biografia
Si è trasferita in Italia nel 2001 con la mamma - di origini dominicane - ed ha iniziato a praticare atletica nel 2003 (all’età di 8 anni) nel vivaio veronese dell’Atletica Verona Unione Sportiva Pindemonte; ha fatto la prima gara con la scuola così, solo per puro e semplice divertimento. Il 2008 è stato il suo primo anno da tesserata FIDAL quando frequentava la terza media ed il suo professore le ha proposto di provare di applicarsi con costanza all’atletica.
Dopo essere stata assente ai campionati italiani cadette nel 2009 a Desenzano del Garda, si è convinta ad intraprendere con decisione l’atletica e nel 2010 ha partecipato ai campionati nazionali under 16 di Cles e dal 14º tempo di iscrizione sui 300 metri, ha poi vinto la medaglia d’argento. Nella stessa rassegna italiana di categoria, insieme alle sue compagne della rappresentativa regionale del Veneto (Ottavia Cestonaro, Greta Fornasa e Martina Favaretto) ha anche contribuito a realizzare il nuovo record italiano con la staffetta 4x100 metri.
Poi nel 2011 è passata sotto i colori della Fondazione Marcantonio Bentegodi di Verona.
Durante lo stesso anno è stata quarta sui 60 m agli italiani allieve indoor e campionessa italiana under 18 sui 200 m.
Doppietta di titoli italiani allieve 100–200 m nel 2012; quinta sui 60 m agli italiani allieve indoor.

Prende parte agli assoluti di Bressanone dove esce in batteria sia sui 100 che nei 200 m.
Convocata nei 200 metri (uscendo in batteria) agli Europei juniores di Rieti 2013, invece poi ha raggiunto il sesto posto continentale con la 4x100 m azzurra.
Tre medaglie, ciascuna di un metallo diverso, ai campionati italiani indoor/outdoor juniores nel 2013: oro sui 60 m (indoor), argento sui 200 m e (a 5 centesimi dalla vincitrice Silvia Corbucci, 24”10 a 24”15) bronzo nei 100 m (outdoor, a 4 centesimi dall’argento di Sabrina Galimberti, 11”87 a 11”91).

Partecipa agli italiani assoluti di Milano, giungendo ottava sui 200 m.
Dal 2014 è tesserata per l'Atletica Brescia 1950 e viene allenata da Umberto Pegoraro a Vicenza.

Nello stesso anno è stata convocata in Nazionale assoluta, come riserva della staffetta 4x100 m, due volte: a giugno in Germania agli Europei a squadre di Braunschweig e ad agosto in Svizzera agli Europei di Zurigo.

Ai Mondiali juniores di Eugene negli U.S.A. nel mese di luglio, si è migliorata sino al 23"70 sui 200 metri in batteria e poi è uscita in semifinale; nei 100 m invece non ha superato la batteria.
Agli italiani juniores indoor dove ha vinto la medaglia di bronzo sui 200 m, è giunta quarta, mancando di pochissimo il podio, sia sui 60 m (con lo stesso tempo del bronzo di Chiara Torrisi che l'ha battuta ai millesimi) che nella staffetta 4x200 m (ad un centesimo dal bronzo dell'Atletica Studentesca Cassa di Risparmio di Rieti); agli assoluti al coperto giunge quinta con la 4x200 m ed esce in batteria sui 60 m.

Doppietta di titoli italiani juniores con l'accoppiata 100–200 m.
2015, medagliata a livello internazionale giovanile con l'argento nella staffetta 4x100 m agli Europei under 23 di Tallinn in Estonia (fuori in batteria sui 200 m).
In ambito italiano, vince 5 medaglie di ogni metallo nei campionati nazionali promesse: agli italiani promesse indoor, oro con la 4x200 m e bronzo sui 60 m agli italiani promesse, argento nella 4x100 m e doppia medaglia di bronzo su 100 e 200 m.
Gareggia anche agli assoluti; al coperto termina settima nei 60 m e vince il bronzo con la 4x200 m; agli assoluti di Torino esce in batteria sia nei 100 che nei 200 m e si è ritirata con la 4x100 m.
Nel 2016 fa tris di titoli individuali italiani promesse: nell’ordine 60 metri indoor (argento con la 4x200 m), 100 e 200 metri; inoltre fa doppietta agli assoluti nelle staffette, vincendo il bronzo sia con la 4x200 m indoor che nella 4x100 m all’aperto (sesto posto nella finale dei 100 m).
Anche nel 2017 centra una tripletta di titoli italiani under 23: 60 metri indoor (bronzo con la 4x200 m), 100 m e 4x100 m (bronzo nei 200 m).
A livello internazionale, prende parte in Polonia agli Europei under 23 di Bydgoszcz dove gareggia in tre specialità: 100 m (batteria), 200 m (semifinale) e 4x100 m (quinta).
2018, sale sul podio dei 60 metri ai campionati italiani assoluti indoor vincendo la medaglia di bronzo (arrivando a 2 centesimi dall’argento di Irene Siragusa, 7”32 a 7”34). All’aperto, dopo le due presenze come riserva nel 2014, esordisce in Nazionale seniores ai Giochi del Mediterraneo di Tarragona (Spagna): dopo la finale dei 100 metri, conclusa in ottava posizione, disputa anche quella della staffetta 4x100 m con cui vince il bronzo.
Sempre nel 2018 ha migliorato tre primati personali: 60 metri indoor, 100 m e staffetta 4x100 m.
Il 17 febbraio 2019, ad Ancona vince il titolo italiano assoluto sui 60 m con il tempo di 7"32, eguagliando il suo record personale sulla distanza.
Viene allenata da Umberto Pegoraro, dopo essere stata seguita da Ernesto Paiola e Renzo Chemello.
Dell'atletica, oltre la velocità, le piace anche il salto in lungo e fra le altre discipline sportive preferisce la pallavolo.

## Curiosità
- In entrambe le medaglie internazionali vinte in carriera con la staffetta 4x100 metri, ha corso insieme alla coppia Anna Bongiorni-Irene Siragusa e la quarta componente di staffetta è stata una veneta (Martina Favaretto a Tallinn 2015 e Gloria Hooper a Tarragona 2018).
- Col record personale di 7”32 nei 60 metri indoor, è l’ottava miglior italiana di sempre sulla distanza (insieme ad Irene Siragusa)[7].
- Oltre che detenere con lo stesso tempo (1’36”76), realizzato con la staffetta 4x200 metri indoor, sia il record italiano juniores che quello allieve (entrambi al coperto), è anche presente nella top ten di altre liste nazionali giovanili[8]: seconda under 23 nella 4x100 m di società (46”00), settima juniores nei 200 m (23”70), ottava cadette nella 4x100 m (48”03); seconda under 23 indoor nella 4x200 m (1’40”43).
- Dal 2014 al 2018 ha chiuso diverse volte nella top ten stagionale italiana nelle tre principali distanze della velocità[9]: 100 metri quarta 2018 (stagione in corso), ottava 2014 e decima 2015; 200 metri sesta 2014-2017, ottava 2015 e nona 2018 (stagione in corso); 60 metri indoor nona 2016 e settima 2018.
- In carriera è stata titolata in ogni categoria giovanile (cadette, allieve, juniores e promesse) ed è medagliata anche a livello seniores (assoluti); ai campionati italiani giovanili è andata a medaglia 25 volte su 29 gare (tre volte quarta ed una volta quinta), vincendo 14 titoli in 5 specialità diverse.

## Record nazionali
Juniores
- Staffetta 4x200 metri indoor: 1'36"76 ( Halle, 1º marzo 2014) (Ayomide Folorunso, Ilaria Verderio, Johanelis Herrera Abreu, Alessia Pavese)[10]

Allievi
- Staffetta 4x200 metri indoor: 1'36"76 ( Halle, 1º marzo 2014) (Ayomide Folorunso, Ilaria Verderio, Johanelis Herrera Abreu, Alessia Pavese)[10]

## Progressione

### 100 metri
| Stagione | Tempo | Luogo   | Data      | Rank. Mond. |
| -------- | ----- | ------- | --------- | ----------- |
| 2018     | 11”52 | Orvieto | 17-6-2018 | -           |
| 2017     | 11”76 | Trieste | 1–7-2017  | -           |
| 2016     | 11”91 | Rieti   | 25-6-2016 | -           |
| 2015     | 11"75 | Rieti   | 12-6-2015 | -           |
| 2014     | 11"71 | Torino  | 6-6-2014  | -           |
| 2013     | 11"88 | Gavardo | 19-5-2013 | -           |
| 2012     | 11"95 | Vienna  | 26-6-2012 | -           |
| 2011     | 12"14 | Vicenza | 9-7-2011  | -           |

### 200 metri
| Stagione | Tempo | Luogo        | Data      | Rank. Mond. |
| -------- | ----- | ------------ | --------- | ----------- |
| 2018     | 23”70 | Savona       | 23-5-2018 | -           |
| 2017     | 23”66 | Bydgoszcz    | 15-7-2017 | -           |
| 2016     | 23”86 | Bressanone   | 12-6-2016 | -           |
| 2015     | 23"80 | Tallinn      | 10-7-2015 | -           |
| 2014     | 23"70 | Eugene       | 24-7-2014 | -           |
| 2013     | 24"15 | Rieti        | 16-6-2013 | -           |
| 2012     | 24"33 | Bastia Umbra | 24-6-2012 | -           |
| 2011     | 24"75 | Rovereto     | 1-5-2011  | -           |

### 60 metri indoor
| Stagione | Tempo | Luogo  | Data      | Rank. Mond. |
| -------- | ----- | ------ | --------- | ----------- |
| 2018     | 7”32  | Ancona | 18-2-2018 | -           |
| 2017     | 7”58  | Ancona | 4-2-2017  | -           |
| 2016     | 7”52  | Ancona | 6-2-2016  | -           |
| 2015     | 7"60  | Ancona | 7-2-2015  | -           |
| 2014     | 7"69  | Ancona | 23-2-2014 | -           |
| 2013     | 7"68  | Ancona | 24-2-2013 | -           |
| 2012     | 7"84  | Modena | 11-3-2012 | -           |
| 2011     | 7"86  | Modena | 27-2-2011 | -           |

## Palmarès
| Anno | Manifestazione          | Sede      | Evento      | Risultato  | Prestazione | Note                                     |
| ---- | ----------------------- | --------- | ----------- | ---------- | ----------- | ---------------------------------------- |
| 2013 | Europei U20             | Rieti     | 200 m piani | Batteria   | 24"23       | [ 11 ]                                   |
| 2013 | Europei U20             | Rieti     | 4×100 m     | 6ª         | 45"34       | [ 11 ]                                   |
| 2014 | Mondiali U20            | Eugene    | 100 m piani | Batteria   | 11"78       | [ 12 ]                                   |
| 2014 | Mondiali U20            | Eugene    | 200 m piani | Semifinale | 24"76       | [ 12 ]                                   |
| 2014 | Europei                 | Zurigo    | 4×100 m     |            | RIS         | [ 13 ]                                   |
| 2015 | Europei U23             | Tallinn   | 200 m piani | Batteria   | 23"80       | [ 14 ]                                   |
| 2015 | Europei U23             | Tallinn   | 4×100 m     | Argento    | 44"06       | [ 14 ]                                   |
| 2017 | Europei U23             | Bydgoszcz | 100 m piani | Batteria   | 11"93       | [ 15 ]                                   |
| 2017 | Europei U23             | Bydgoszcz | 200 m piani | Semifinale | 23"66       | [ 15 ]                                   |
| 2017 | Europei U23             | Bydgoszcz | 4×100 m     | 5ª         | 44"70       | [ 15 ]                                   |
| 2018 | Giochi del Mediterraneo | Tarragona | 100 m piani | 8ª         | 11"72       | [ 16 ]                                   |
| 2018 | Giochi del Mediterraneo | Tarragona | 4×100 m     | Bronzo     | 43"63       | [ 17 ]                                   |
| 2018 | Europei                 | Berlino   | 4×100 m     | 7ª         | 43"42       | Miglior prestazione personale stagionale |
| 2019 | World Relays            | Yokohama  | 4×100 m     | 5ª         | 44"29       |                                          |
| 2019 | Mondiali                | Doha      | 4×100 m     | 7ª         | 42"98       |                                          |
| 2021 | World Relays            | Chorzów   | 4×100 m     | Oro        | 43"79       | [ 18 ]                                   |
| 2022 | Giochi del Mediterraneo | Orano     | 4×100 m     | Oro        | 43"68       |                                          |
| 2023 | Giochi europei          | Chorzów   | A squadre   | Oro        | 426,5 p.    | [ 19 ]                                   |

## Campionati nazionali
- 1 volta campionessa nazionale assoluta dei 100 metri piani (2018)
- 1 volta campionessa nazionale assoluta indoor dei 60 metri piani (2019)
- 2 volte campionessa nazionale promesse dei 100 metri piani (2016, 2017)
- 1 volta campionessa nazionale promesse dei 200 metri piani (2016)
- 1 volta campionessa nazionale promesse della staffetta 4×100 metri (2017)
- 2 volte campionessa nazionale promesse indoor dei 60 metri piani (2016, 2017)
- 1 volta campionessa nazionale promesse indoor della staffetta 4×200 metri (2015)
- 1 volta campionessa nazionale juniores dei 100 metri piani (2014)
- 1 volta campionessa nazionale juniores dei 200 metri piani (2014)
- 1 volta campionessa nazionale juniores indoor dei 60 metri piani (2013)
- 1 volta campionessa nazionale allieve dei 100 metri piani (2012)
- 2 volte campionessa nazionale allieve dei 200 metri piani (2011, 2012)
- 1 volta campionessa nazionale cadette della staffetta 4×100 metri (2010)

2010
- Argento ai Campionati italiani cadetti e cadette, (Cles), 300 m - 41"44[5]
- Oro ai Campionati italiani cadetti e cadette, (Cles), 4x100 m - 48"03[6]

2011
- 4ª ai Campionati italiani allievi-juniores-promesse indoor, (Ancona), 60 m - 7"87[20]
- Oro ai Campionati italiani allievi e allieve, (Rieti), 200 m - 24"90[21]

2012
- 5ª ai Campionati italiani allievi e juniores indoor, (Ancona), 60 m - 7"86[22]
- In batteria ai Campionati italiani assoluti, (Bressanone), 100 m - 12"50[23]
- In batteria ai Campionati italiani assoluti, (Bressanone), 200 m - 25"37[24]
- Oro ai Campionati italiani allievi e allieve, (Firenze), 100 m - 12"41[25]
- Oro ai Campionati italiani allievi e allieve, (Firenze), 200 m - 25"26[26]

2013
- Oro ai Campionati italiani allievi-juniores-promesse indoor, (Ancona), 60 m - 7"68 [27]
- Bronzo ai Campionati italiani juniores e promesse, (Rieti), 100 m - 11"91[28]
- Argento ai Campionati italiani juniores e promesse, (Rieti), 200 m - 24"15 [29]
- 8ª ai Campionati italiani assoluti, (Milano), 200 m - 24"62[30]

2014
- 4ª ai Campionati italiani allievi-juniores-promesse indoor, (Ancona), 60 m - 7"72[31]
- Bronzo ai Campionati italiani allievi-juniores-promesse indoor, (Ancona), 200 m - 24"81[32]
- 4ª ai Campionati italiani allievi-juniores-promesse indoor, (Ancona), 4x200 m - 1'43"86[33]
- In batteria ai Campionati italiani assoluti indoor, (Ancona), 60 m - 7"69 [34]
- 5ª ai Campionati italiani assoluti indoor, (Ancona), 4x200 m - 1'40"44[35]
- Oro ai Campionati italiani juniores e promesse, (Torino), 100 m - 11"71 [36]
- Oro ai Campionati italiani juniores e promesse, (Torino), 200 m - 24"01[37]

2015
- Bronzo ai Campionati italiani juniores e promesse indoor, (Ancona), 60 m - 7"60 [38]
- Oro ai Campionati italiani juniores e promesse indoor, (Ancona), 4x200 m - 1'41"61[39]
- 7ª ai Campionati italiani assoluti indoor, (Padova), 60 m - 7"64[40]
- Bronzo ai Campionati italiani assoluti indoor, (Padova), 4x200 m - 1'39"97[41]
- Bronzo ai Campionati italiani juniores e promesse, (Rieti), 100 m - 11"75 [42]
- Bronzo ai Campionati italiani juniores e promesse, (Rieti), 200 m - 24"25[43]
- Argento ai Campionati italiani juniores e promesse, (Rieti), 4x100 m - 46"00[44]
- In batteria ai Campionati italiani assoluti, (Torino), 100 m - 11"95[45]
- In batteria ai Campionati italiani assoluti, (Torino), 200 m - 24"82[46]
- In finale ai Campionati italiani assoluti, (Torino), 4x100 m - dnf[47]

2016
- Oro ai Campionati italiani juniores e promesse indoor, (Ancona), 60 m - 7”52 [48]
- Argento ai Campionati italiani juniores e promesse indoor, (Ancona), 4x200 m - 1’40”43[49]
- In semifinale ai Campionati italiani assoluti indoor, (Ancona), 60 m - 7”66[50]
- Bronzo ai Campionati italiani assoluti indoor, (Ancona), 4x200 m - 1’39”50[51]
- Oro ai Campionati italiani juniores e promesse, (Bressanone), 100 m - 12”17[52]
- Oro ai Campionati italiani juniores e promesse, (Bressanone), 200 m - 23”86 [53]
- 6ª ai Campionati italiani assoluti, (Rieti), 100 m - 11”91 [54]
- In batteria ai Campionati italiani assoluti, (Rieti), 200 m - 24”37[55]
- Bronzo ai Campionati italiani assoluti, (Rieti), 4x100 m - 46”49[56]

2017
- Oro ai Campionati italiani juniores e promesse indoor, (Ancona), 60 m - 7”58 [57]
- Bronzo ai Campionati italiani juniores e promesse indoor, (Ancona), 4x200 m - 1’42”30[58]
- In semifinale ai Campionati italiani assoluti indoor, (Ancona), 60 m - 7”64[59]
- 7ª ai Campionati italiani assoluti indoor, (Ancona), 4x200 m - 1’40”14[60]
- Oro ai Campionati italiani juniores e promesse, (Firenze), 100 m - 11”79[61]
- Bronzo ai Campionati italiani juniores e promesse, (Firenze), 200 m - 23”95[62]
- Oro ai Campionati italiani juniores e promesse, (Firenze), 4x100 m - 45”95[63]
- 5ª ai Campionati italiani assoluti, (Trieste), 100 m - 11”76 [64]
- 4ª ai Campionati italiani assoluti, (Trieste), 4x100 m - 45”76[65]

2018
- Bronzo ai Campionati italiani assoluti indoor, (Ancona), 60 m - 7”34[66]
- In finale ai Campionati italiani assoluti indoor, (Ancona), 4x200 m - dq[67]

2019
- Argento ai campionati italiani assoluti, 100 m piani - 11"55

2021
- 6ª ai campionati italiani assoluti, 100 m piani - 11"57
- 4ª ai campionati italiani assoluti indoor, 60 m piani - 7"47

2022
- 7ª ai campionati italiani assoluti, 100 m piani - 11"70
- Eliminata in batteria ai campionati italiani assoluti indoor, 60 m piani - 7"45

2023
- 7ª ai campionati italiani assoluti, 100 m piani - 11"99
- 5ª ai campionati italiani assoluti indoor, 60 m piani - 7"36

2024
- Eliminata in batteria ai campionati italiani assoluti, 100 m piani - 11"80
- Eliminata in batteria ai campionati italiani assoluti indoor, 60 m piani - 7"49

## Altre competizioni internazionali
2013
- Bronzo nell'Incontro internazionale indoor U20 Italia-Francia-Germania ( Ancona), 200 m - 24"58[11]
- Bronzo nell'Incontro internazionale indoor U20 Italia-Francia-Germania ( Ancona), 4x200 m - 1'40"28[11]

2014
- 4ª nell'Incontro internazionale juniores indoor Italia-Francia-Germania ( Halle), 200 m - 24"46[12]
- Bronzo nell'Incontro internazionale juniores indoor Francia-Germania-Italia ( Halle), 4x200 m - 1'36"76[12]

2023
- Campionati europei a squadre di atletica leggera ( Chorzów)